# ロジャー・ストーバック
ロジャー・ストーバック（Roger Staubach, 1942年2月5日 - ）は、アメリカ合衆国オハイオ州シンシナティ出身のアメリカンフットボール選手。ポジションはクォーターバック。NFLのダラス・カウボーイズで1969年から1979年までプレイしチームを4回スーパーボウルに導き第6回スーパーボウル、第12回スーパーボウルで優勝を果たしている。愛称は、たびたびチームを逆転勝利に導いたことからキャプテン・カムバックと呼ばれている。また、パスプロテクションを破って侵入したディフェンスから身をかわすことが巧く、ロジャー・ザ・ドジャー（Roger The Dodger：ひらりと身をかわすロジャー）とも呼ばれた。プロフットボール殿堂（1985年）、カレッジフットボール殿堂にそれぞれ選ばれている。

## 経歴
海軍兵学校に在籍していた彼は1963年にハイズマン賞を受賞したが卒業後、アメリカ海軍で5年間の軍務に就く必要があるため1964年のドラフト10巡という低い順位で指名された。1969年、ダラス・カウボーイズに入団したが当初クレイグ・モートンの控えQBとして過ごした。1970年シーズン、チームは第5回スーパーボウルに出場を果たしたがモートンが3インターセプトと自滅、ジム・オブライエンの決勝FGが決まりチームは10-13で敗れた。翌1971年シーズンには10試合に先発出場し、エースQBとなった彼はマイアミ・ドルフィンズとの第6回スーパーボウルではパス19本中12本成功、119ヤードを獲得、マイク・ディトカらへ2TDパスを決めて優勝に貢献、MVPに選ばれた。
またこの年初めてプロボウルに選ばれた。
1972年12月23日のサンフランシスコ・フォーティナイナーズとのディビジョナルプレーオフではモートンが先発したが、第3Q途中で15点リードされた。交代出場したストーバックは残り2分を切ってから2TDパスを決めて30-28の逆転勝利をもたらした。
1975年12月28日ミネソタ・バイキングスとの敵地メトロポリタン・スタジアムで決めたプレーオフでドリュー・ピアソンに決めたヘイルメアリーパスによるタッチダウンは「The Hail Mary」と呼ばれる有名なプレーとなっている。
ピッツバーグ・スティーラーズとの第10回スーパーボウルではドリュー・ピアソン、パーシー・ハワードへのタッチダウンパスを決めたが第4Q終盤、グレン・エドワーズにインターセプトされて17-21で敗れた。
2年後のデンバー・ブロンコスとの第12回スーパーボウルではブッチ・ジョンソンへの45ヤードのタッチダウンパスを決めた。この試合では味方ディフェンスが相手QBクレイグ・モートンなどから多くのターンオーバーでボールを奪取、27-10で勝利した。
3年ぶりにスティーラーズとの再戦となった第13回スーパーボウルでは前半にトニー・ヒルへのTDパスを決めた。14-21とリードされた第3Q、第3ダウンにエンドゾーンでワイドオープンになったジャッキー・スミスへパスを投げたが、ボールはわずかにショートして、パス不成功となり、FGに終わった。第4Q残り6分51秒で17-35と18点差をつけられた。ここからビリー・ジョー・デュプリーへのTDパス、オンサイドキックで攻撃権を獲得した後、ブッチ・ジョンソンへのTDパスで31-35と追い上げた。
1979年までの11シーズンでプロボウル選出6回、オールNFCに5回選出、通算パス獲得22,700ヤード、153タッチダウンの成績を残して現役を引退したが、その時点で彼よりQBレイティングが高かったのはオットー・グレアムだけであった。
2011年2月にカウボーイズ・スタジアムで開催された第45回スーパーボウルのホストコミッティー会長を務めた。
トロイ・エイクマンとNASCARの共同チームオーナーとなっている。